# Mahatma Gandhi
Mohandas Karamchand Gandhi (em gujarati: મોહનદાસ કરમચંદ ગાંધી) (Porbandar, 2 de outubro de 1869 — Nova Deli, 30 de janeiro de 1948), mais conhecido como Mahatma Gandhi ("Venerável Gandhi", sendo Mahatma um título), foi um advogado, estadista, líder espiritual e ativista indiano. Considerado também um líder religioso, além de nacionalista, anticolonialista e especialista em ética política indiana. Ficou conhecido por ter empregado a resistência não violenta para liderar a campanha bem-sucedida pela independência da Índia do Reino Unido e, por sua vez, por inspirar movimentos pelos direitos civis e pela liberdade em todo o mundo. O título honorífico Mahātmā (do sânscrito: "de grande alma", "venerável"), aplicado-lhe pela primeira vez em 1914 na África do Sul, é agora usado em todo o mundo. O aniversário de Gandhi, 2 de outubro, é comemorado na Índia como Gandhi Jayanti, um feriado nacional e em todo o mundo como o Dia Internacional da Não Violência. Gandhi nasceu e foi criado em uma família hindu no litoral de Guzerate, oeste da Índia, e se formou em Direito no Inner Temple, Londres, Inglaterra. É comumente — embora não formalmente — considerado o Pai da Pátria indiana, também chamado de Bapu (Guzerate: carinho por pai, papa).
Seguia o princípio da não violência incorporado à desobediência civil, e empregou pela primeira vez a desobediência civil não violenta como advogado expatriado na África do Sul, na luta da comunidade indiana pelos direitos civis. Após seu retorno à Índia em 1915, começou a organizar camponeses, agricultores e trabalhadores urbanos para protestar contra o imposto sobre a terra e a discriminação excessiva. Assumindo a liderança do Congresso Nacional Indiano em 1921, Gandhi liderou campanhas nacionais para várias causas sociais e para alcançar o Swaraj ou o autogoverno.
Gandhi levou os indianos a desafiar o imposto salino cobrado pelos ingleses com a Marcha do Sal, de 400 km, em 1930, e mais tarde pedindo aos britânicos que abandonassem a Índia em 1942. Foi preso por muitos anos, em várias ocasiões, na África do Sul e na Índia. Vivia modestamente em uma comunidade residencial autossuficiente e usava o dhoti e o xale indiano tradicional, entrelaçados com fios feitos à mão em um charkha. Comia comida vegetariana simples e também realizou longos jejuns como um meio de autopurificação e protesto político.
A visão de Gandhi de uma Índia independente baseada no pluralismo religioso foi desafiada no início da década de 1940 por um novo nacionalismo muçulmano que exigia uma pátria muçulmana separada da Índia. Em agosto de 1947, o Reino Unido concedeu a independência, mas o Império Britânico da Índia foi dividido em dois domínios, a Índia de maioria hindu e o Paquistão de maioria muçulmana. Como muitos indianos, muçulmanos e sikhs deslocados chegaram às suas novas terras, a violência religiosa irrompeu, especialmente em Panjabe e em Bengala. Evitando a celebração oficial da independência em Delhi, Gandhi visitou as áreas afetadas, tentando proporcionar consolo. Nos meses seguintes, ele realizou várias greves de fome para deter a violência religiosa. O último deles, realizado em 12 de janeiro de 1948, quando tinha 78 anos, também teve o objetivo indireto de pressionar a Índia a pagar alguns ativos em dinheiro devidos ao Paquistão. Alguns indianos pensavam que Gandhi era muito complacente com os muçulmanos. Entre eles estava Nathuram Godse, um nacionalista hindu, que assassinou Gandhi em 30 de janeiro de 1948, disparando três vezes contra seu peito.

## Biografia

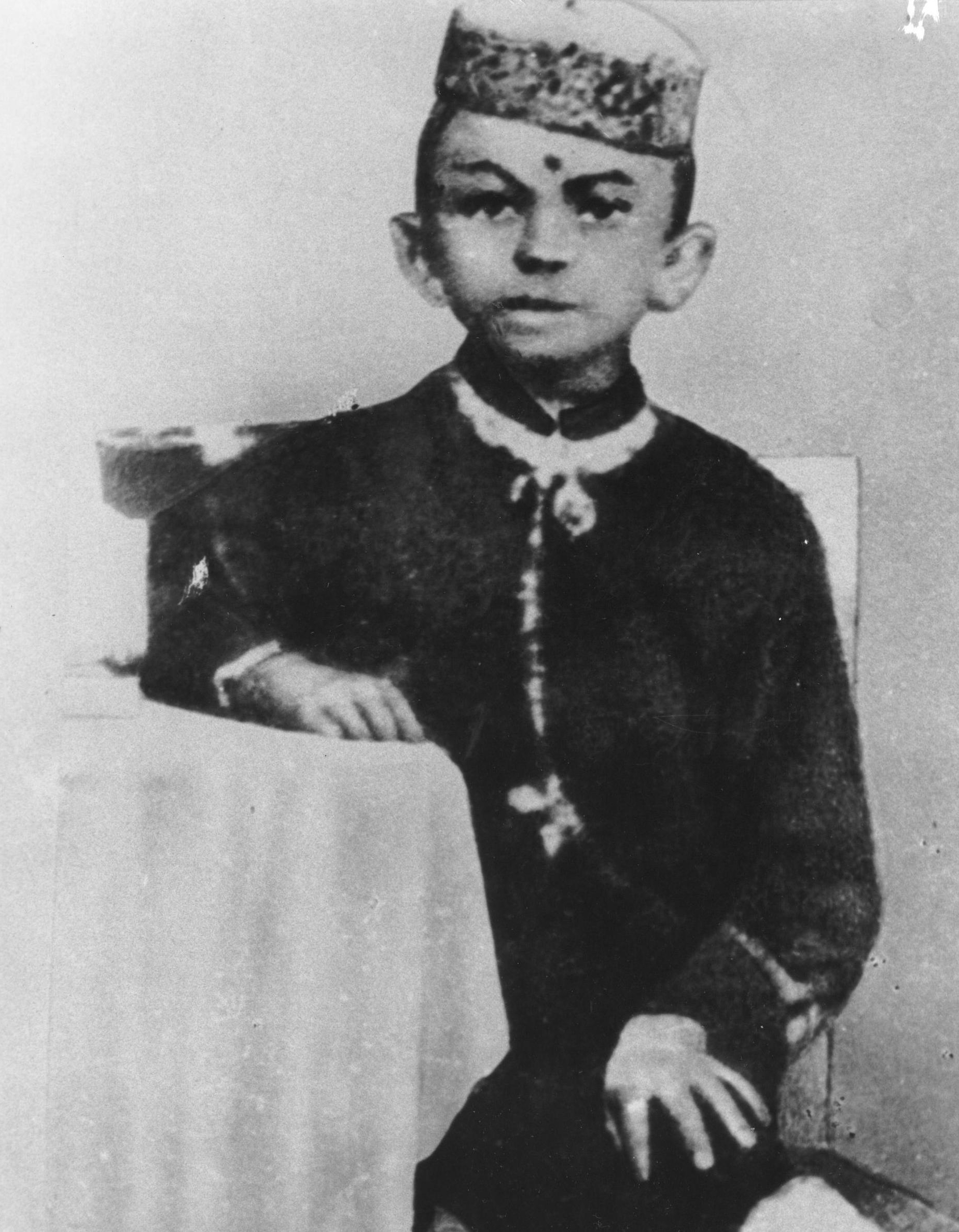
Gandhi aos 7 anos, em 1876.

### Juventude
Mohandas Karamchand Gandhi nasceu no dia 2 de outubro de 1869, na cidade de Porbandar, na Índia ocidental, hoje estado de Gujarat. Seu pai era o primeiro-ministro do minúsculo principado, e a mãe era uma devota vaisnava.
Como era costume em sua cultura nesta época, em maio de 1883, com a idade de 13 anos, a família de Gandhi realizou seu casamento arranjado com Kasturba Gandhi, de 14 anos, através de um acordo entre as respectivas famílias.

### Formação na Inglaterra

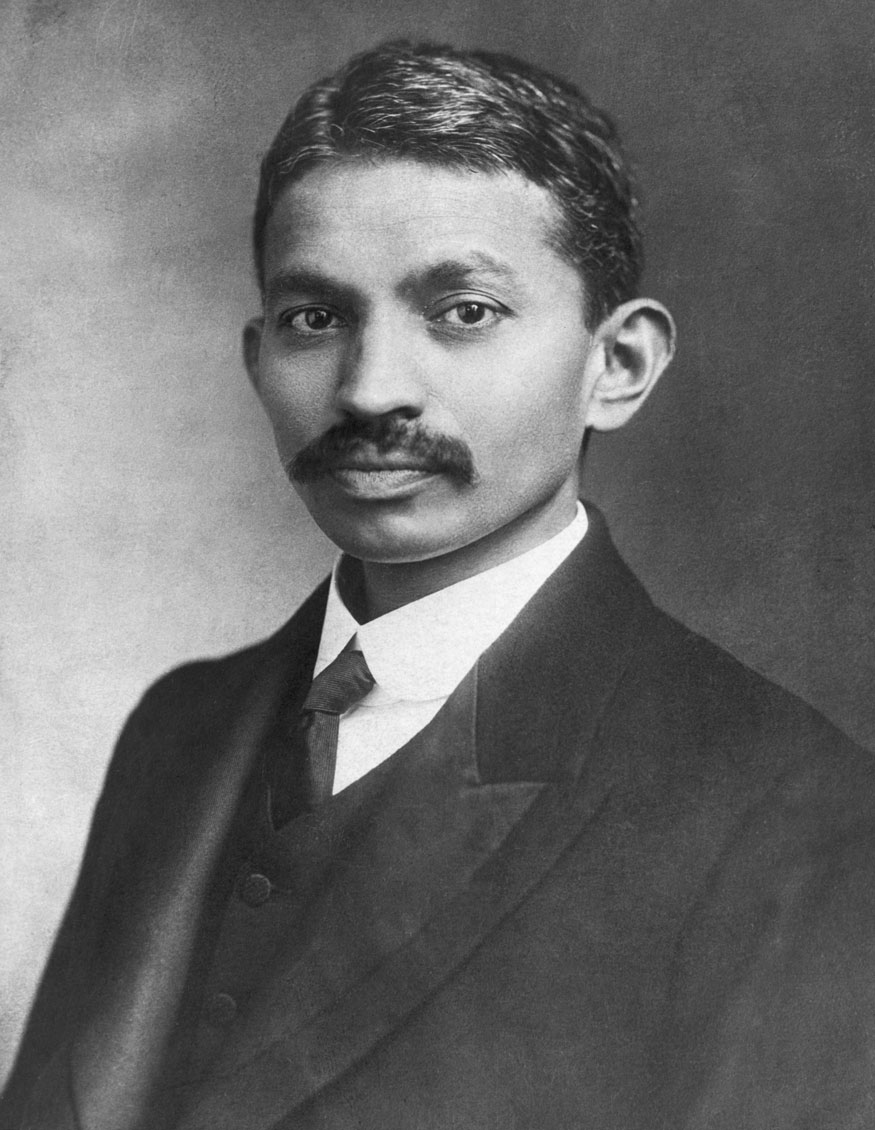
Gandhi durante a juventude na Inglaterra, por volta de 1889.

Depois de um pouco de educação indistinta, foi decidido que ele deveria ir para a Inglaterra para estudar direito na University College London. Ele ganhou a permissão da mãe, prometendo se abster de vinho, mulheres e carne, mas ele desafiou os regulamentos de sua casta, que proibiam a viagem para a Inglaterra. Nesse juramento estavam incluídos os ovos, pois faziam parte da definição de carne de sua mãe.
Em Londres, cursou a faculdade de direito.
Procurando um restaurante vegetariano, descobriu, na filosofia de Henry Stephens Salt, um argumento para o vegetarianismo e convenceu-se dessa prática. Ele organizou um clube vegetariano onde se encontravam teósofos e pessoas com interesses altruísticos.
Sua primeira leitura do Bhagavad-Gita foi através de uma tradução poética para a língua inglesa de Edwin Arnold: A Canção Celestial. Esta escritura hindu e o "Sermão da Montanha", do Evangelho, se tornaram, mais tarde, suas "bíblias" e guias espirituais. Ele memorizou o Gita em suas meditações diárias, frequentemente recitando o texto original em sânscrito em suas orações.

### A vida na África do Sul

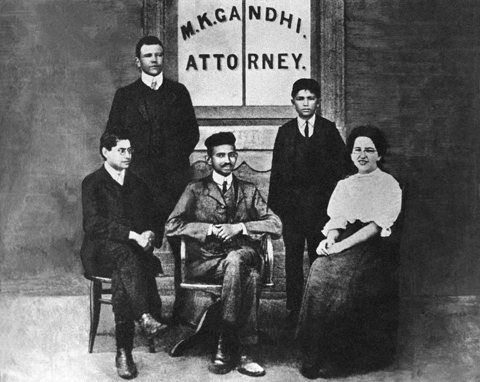
Gandhi em seu escritório de advocacia na África do Sul.

Quando Gandhi voltou à Índia, em 1891, sua mãe havia falecido, e ele, devido à timidez, não obteve êxito na sua profissão legal de advogado. Assim, aproveitou a oportunidade que surgiu de ir para África do Sul, durante um ano, representando a firma hindu de Dada Abdulla em Cuazulo-Natal, em um processo judicial.
Sua estadia na África do Sul, notório local de discriminação racial, despertou-lhe a consciência social. Como advogado, Gandhi fez o melhor para descobrir os fatos. Depois de resolver um caso difícil, ele passou a ter notoriedade por sua atuação. Ele mesmo relata: "eu aprendi a descobrir o lado bom da natureza humana e a entrar nos corações dos homens. Eu percebi que a verdadeira função de um advogado era unir partes separadas".
Acreditava que o dever do advogado era ajudar o tribunal a descobrir a verdade, não tentar incriminar o inocente. Ao término do ano, durante uma festa de despedida, de retorno à Índia, Gandhi tomou conhecimento que uma lei estava sendo proposta para privar os hindus do voto. Os amigos dele insistiram: "fique e conduza a briga para os direitos de nossos compatriotas na África do Sul".  Gandhi fundou, em Cuazulo-Natal, o Congresso Hindu em 1894, e seus esforços foram uma vigorosa advertência para a imprensa.
Nessa época quando estava tentando organizar o Congresso Indiano de Natal e a comunidade indiana para protestar contra a discriminação racial e a legislação policial que infringiam suas liberdades civis, Gandhi conheceu Charles Freer Andrews, um missionário cristão. Andrews ficou profundamente impressionado com o conhecimento de Gandhi dos valores cristãos e sua adoção do conceito de ahimsa, não-violência - algo que Gandhi misturou com a inspiração de elementos do anarquismo cristão. Ele ajudou Gandhi a organizar um Ashram em Natal e publicar sua famosa revista, The Indian Opinion.

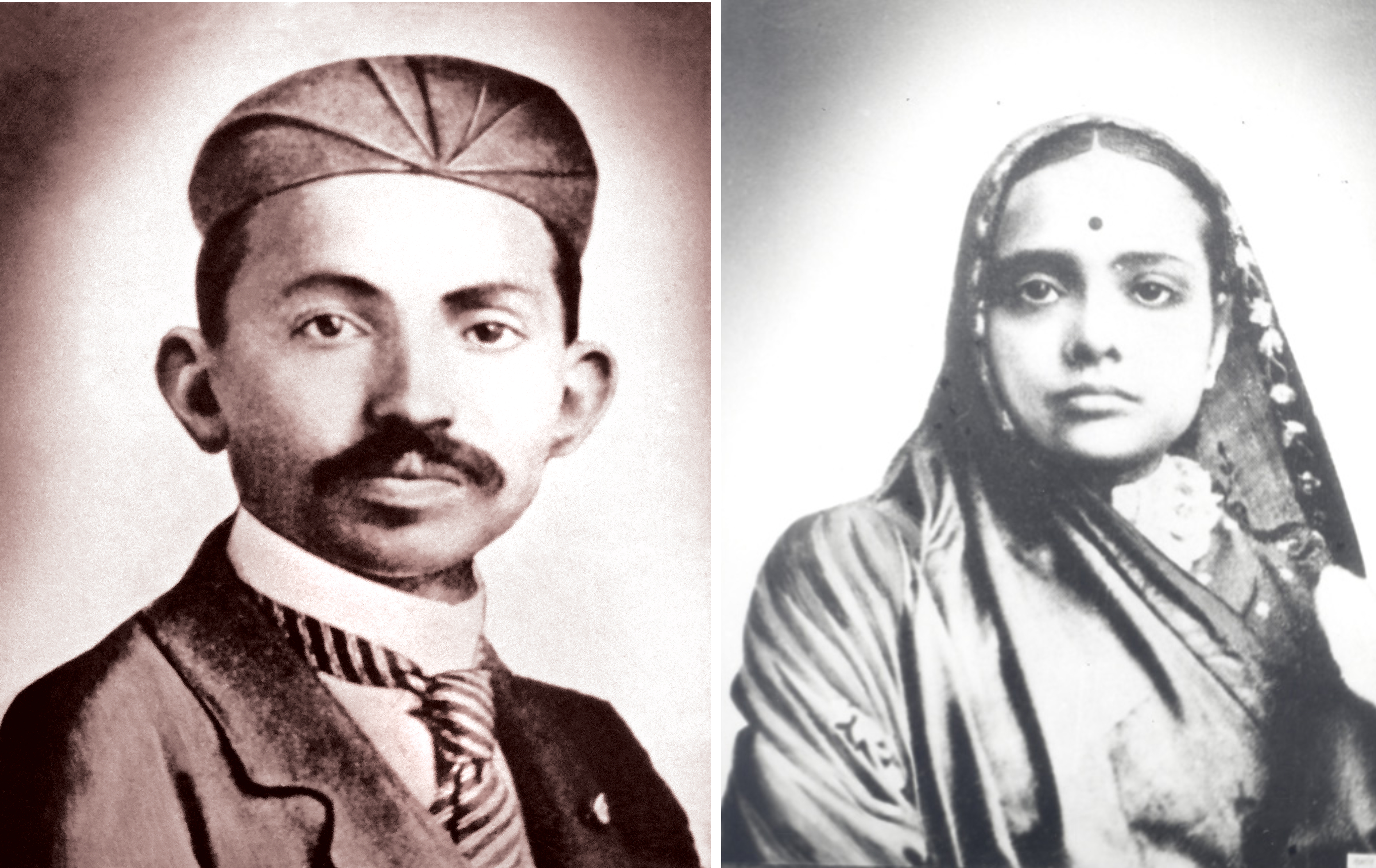
Gandhi e sua esposa Kasturba Gandhi em foto de 1902.

Quando Gandhi retornou à África, após buscar a esposa e filhos na Índia em janeiro de 1897, os sul-africanos tentaram interromper suas atividades de maneiras sórdidas. Uma delas foi a tentativa de subornar e ameaçar o empresário Dada Abdulla Sheth; mas Dada Abdulla era cliente de Gandhi e, finalmente, depois de um período de quarentena, Gandhi recebeu permissão para aterrissar. A turba de espera reconheceu Gandhi e começou a espancá-lo até que a esposa do Superintendente Policial veio ao salvamento dele. A turba ameaçou linchá-lo, mas Gandhi escapou usando um disfarce.

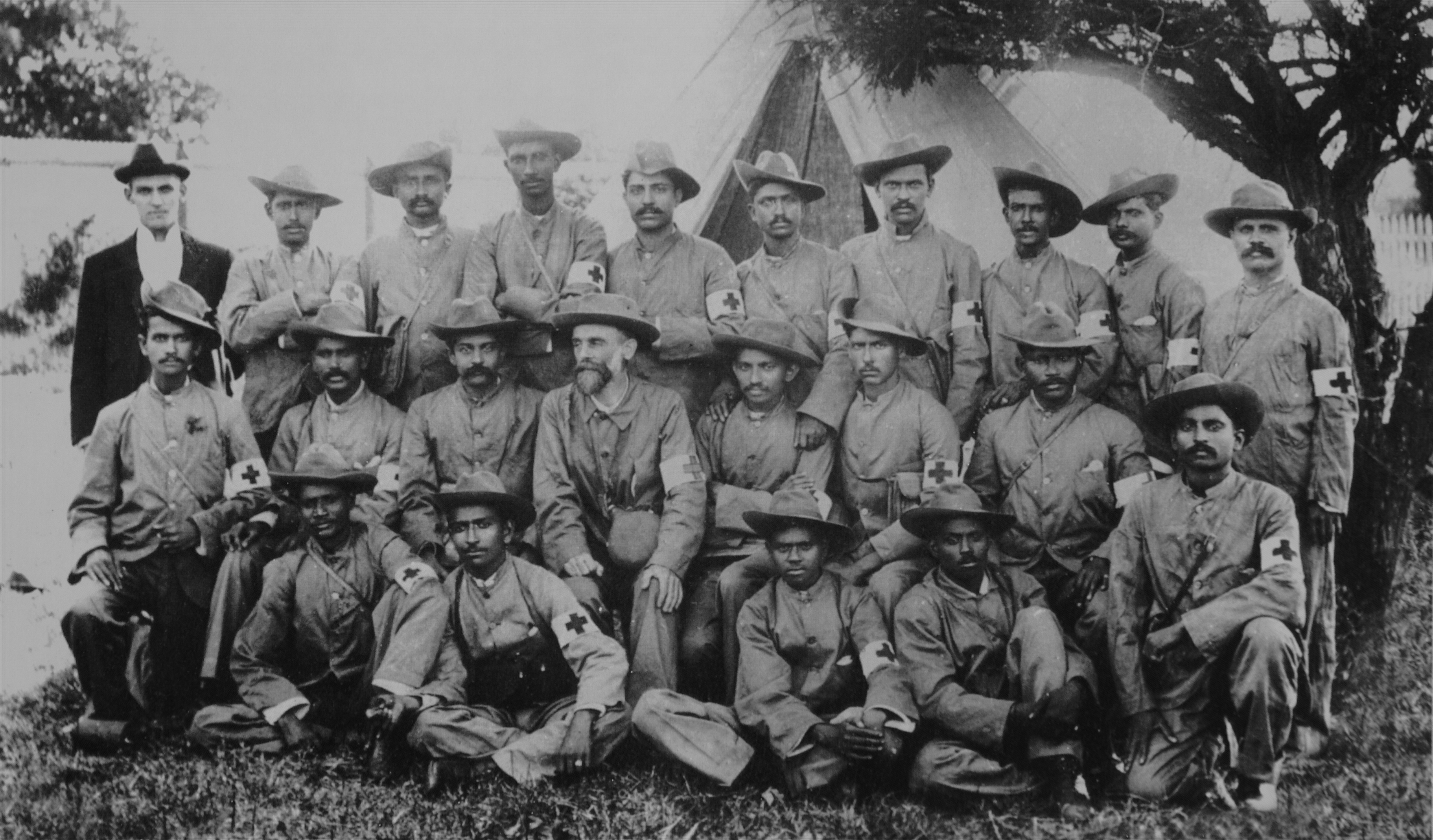
Gandhi com o "Indian Ambulance Corps" durante a "Segunda Guerra dos Bôeres" (1899-1900).

Depois, ele se recusou a processar os que o haviam espancado, permanecendo firme no princípio de controle do egoísmo com respeito à pessoa infratora; além de que tinham sido os líderes da comunidade e do governo de Natal que haviam causado o problema.
Entre 11 de outubro de 1899 até 31 de maio de 1902, foi travada a Segunda Guerra dos Bôeres. Em Natal, Gandhi incentivou os britânicos a recrutar indianos. Ele argumentou que estes deveriam apoiar os esforços de guerra, a fim de legitimar suas reivindicações à cidadania plena. Os britânicos aceitaram a oferta de Gandhi de liderar um destacamento de 20 voluntários indianos como um corpo padioleiro para tratar dos soldados feridos. Esse corpo foi comandado por Gandhi e operou por aproximadamente dois meses. A experiência ensinou-lhe que era impossível desafiar diretamente o poder militar do exército britânico e que este só poderia ser combatido de uma forma não violenta.
Gandhi acabou permanecendo vinte anos na África do Sul defendendo a minoria hindu, liderando a luta de seu povo pelos seus direitos. Ele experimentou o celibato durante trinta anos de sua vida e, em 1906, retomou o juramento de Brahmacharya até o fim da vida. De acordo com uma biografia controversa, Gandhi separou-se em 1908, quando já tinha quatro filhos, para viver com Hermann Kallenbach, um fisiculturista alemão de origem judaica que emigrara para a África do Sul e viria a tornar-se um de seus discípulos mais próximos. Viveram sob o mesmo teto por dois anos, separando-se quando Gandhi retornou à Índia em 1914.

### Satyagraha, a força da verdade

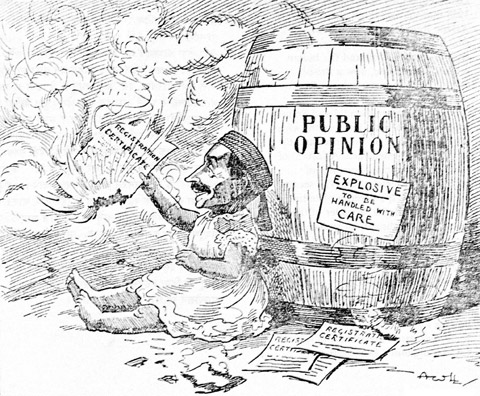
Caricatura de Gandhi representando o potencial explosivo junto à opinião pública mundial de sua desobediência civil contra o registro imposto pelo governo sul-africano.

O primeiro uso de desobediência civil em massa ocorreu em setembro de 1906. O Governo de Transvaal quis registrar a população hindu inteira. Os hindus formaram uma massa que se encontrou no Teatro Imperial de Joanesburgo; eles estavam furiosos com a ordem humilhante, e alguns ameaçaram exercer uma resposta violenta à ordem injusta. Porém, eles decidiram, em grupo, se recusar a obedecer às providências de inscrição; havia unanimidade, e apenas alguns poucos se registraram. Gandhi decidiu chamar esta técnica, de se recusar a se submeter à injustiça, de Satyagraha, que quer dizer, literalmente: "força da verdade". Uma semana depois de desobediência, as mulheres Asiáticas foram dispensadas do registro. Quando o governo de Transvaal finalmente pôs em prática o "Ato de Inscrição Asiático" em 1907, Gandhi e vários outros hindus foram presos.[carece de fontes?]
A pena dele foi de dois meses sem trabalho duro, dedicando-se durante esse período à leitura. Um dos livros que Gandhi leu na prisão foi a obra-prima de Goethe, Fausto. Durante a vida, Gandhi passaria um total de mais de seis anos como prisioneiro. Enquanto lia na prisão, Gandhi travou contato, por carta, com Leon Tolstoi, um de seus ídolos. O escritor russo, com suas ideias libertárias, influenciou o indiano. Ele também indicou, a este, a leitura de Henry David Thoreau. Gandhi descobriu, então, a desobediência civil. Também teve, papel importante sobre o pensamento de Gandhi, a obra do pensador anarquista Piotr Kropotkin. Logo, ele começou a perceber, cada vez mais, as possibilidades infinitas do "amor universal".[carece de fontes?]
O movimento de protesto em prol da conquista dos direitos para os indianos na África do Sul continuou crescendo; em um certo ponto, foram presos 2 500 indianos dos 13 mil existentes na província, enquanto 6 000 fugiram do Transvaal. Durante a desobediência civil, Gandhi desenvolveu o uso de ahimsa que significa "sem dor" e que, normalmente, é traduzido como "não violência". Gandhi seguiu o preceito de "odiar o pecado e não o pecador. Desde que nós vivemos espiritualmente, ferir ou atacar outra pessoa é atacar a si mesmo. Embora nós possamos atacar um sistema injusto, nós sempre temos que amar as pessoas envolvidas. Assim, ahimsa é a base da procura pela verdade".[carece de fontes?]

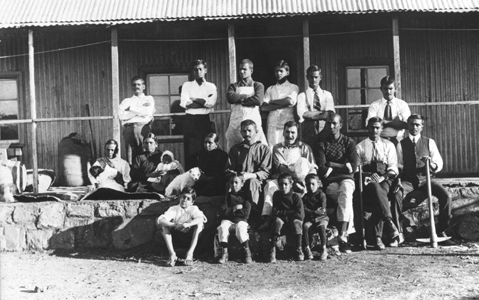
Fazenda Tolstoi em 1910.

Gandhi também foi atraído para a vida agrícola simples. Ele começou duas comunidades rurais de Satyagrahis: "Fazenda Fênix" e "Fazenda Tolstoi". Escreveu e editou o diário "Opinião indiana", para elucidar os princípios e a prática de Satyagraha. Três assuntos foram abordados e questionados: os direitos dos hindus na África do Sul; a proibição de imigrantes Asiáticos; e, por fim, o invalidamento de todos casamentos não Cristãos.[carece de fontes?]

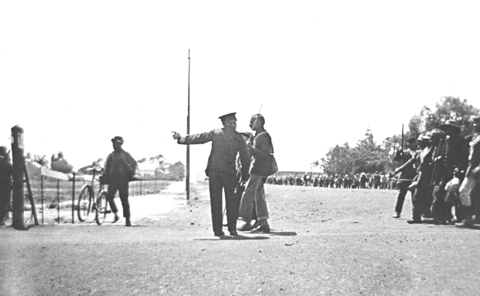
Gandhi sendo confrontado por um policial ao liderar os mineradores hindus em greve de Newcastle ao Transvaal em protesto contra o "Ato da Imigração" em 1913.

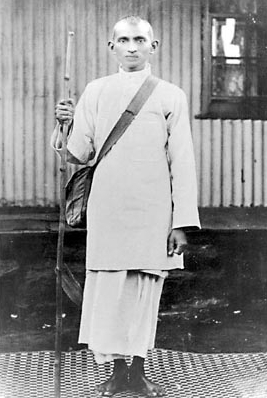
Gandhi vestido como satyagrahi, ativista da não violência, em 1913.

Em novembro de 1913, Gandhi conduziu uma marcha com mais de duas mil pessoas. Gandhi foi preso e solto após pagar fiança. Logo após, o prenderam novamente e o libertaram, e novamente foi preso depois de quatro dias de liberdade. Foi, então, condenado ao trabalho forçado durante três meses, mas as greves continuaram envolvendo aproximadamente 50 mil operários, e milhares de indianos foram presos.[carece de fontes?]
Finalmente, através de negociação, os assuntos foram resolvidos. Todos os matrimônios, independente de qual fosse a religião, se tornaram válidos; os impostos em atraso foram cancelados, e os operários, contratados; e foi concedida mais liberdade aos indianos. Gandhi constatou o poder do método de Satyagraha e profetizou que ele poderia transformar a civilização moderna. "É uma força que, se se tornasse universal, revolucionaria ideais sociais e anularia o despotismos e o militarismo". Enquanto isso, a Índia ainda estava sofrendo debaixo das regras coloniais britânicas. Gandhi sugeriu que a Índia podia ganhar sua independência por meios não violentos e por via da autoconfiança. Gandhi rejeitou a força bruta e a opressão e declarou que a força da alma ou amor é que mantém a unidade das pessoas em paz e harmonia. Seguindo o conselho de vários líderes do Congresso indiano e do diretor Susil Kumar Rudra, do St. Stephen's College, C. F. Andrews foi fundamental para persuadir Gandhi a retornar à Índia em 1915.[carece de fontes?]

### Retorno à Índia

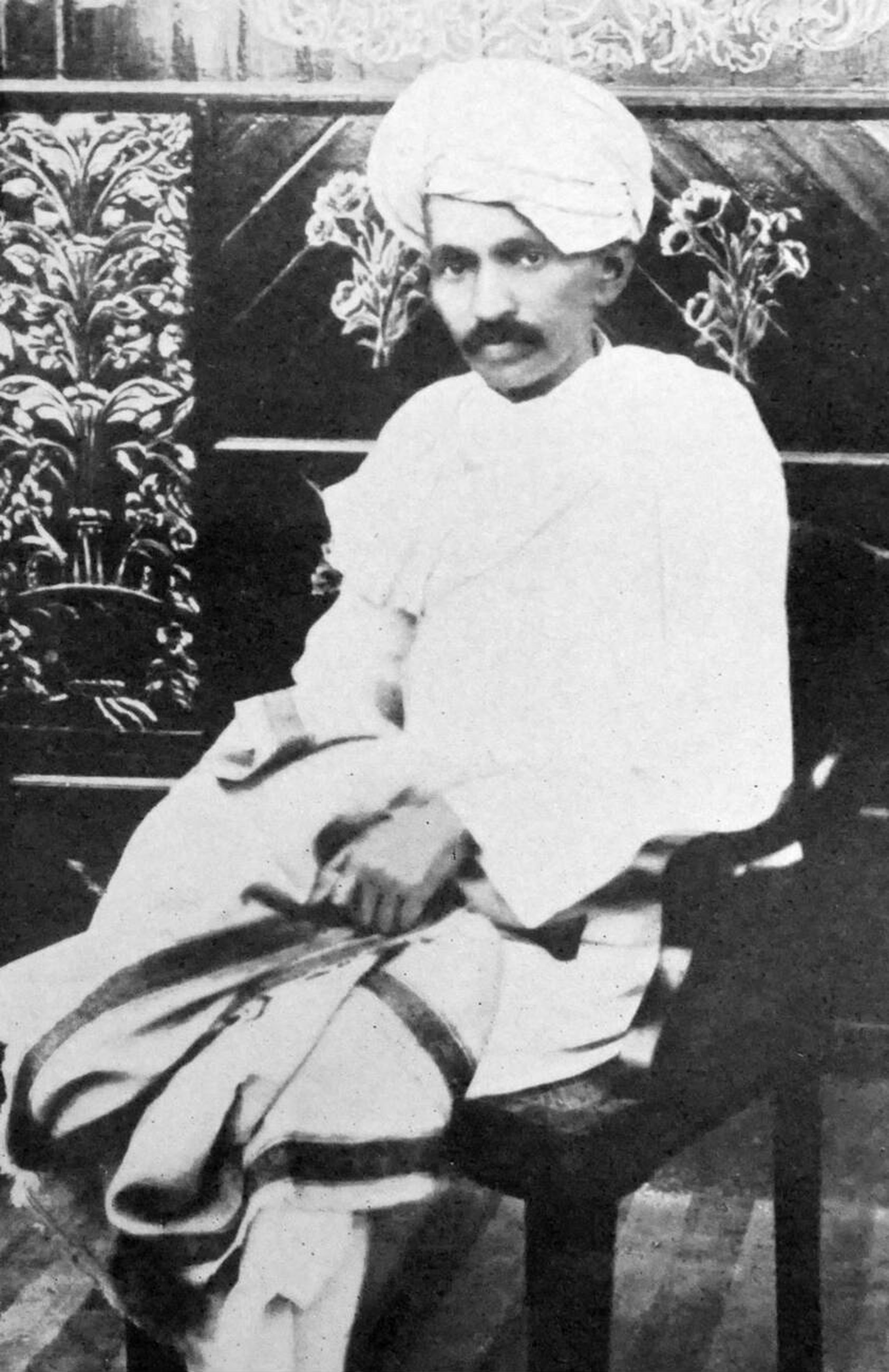
Gandhi em 1918, quando liderou os satyagrahi de Kheda, no Gujarate, contra as taxações injustas.

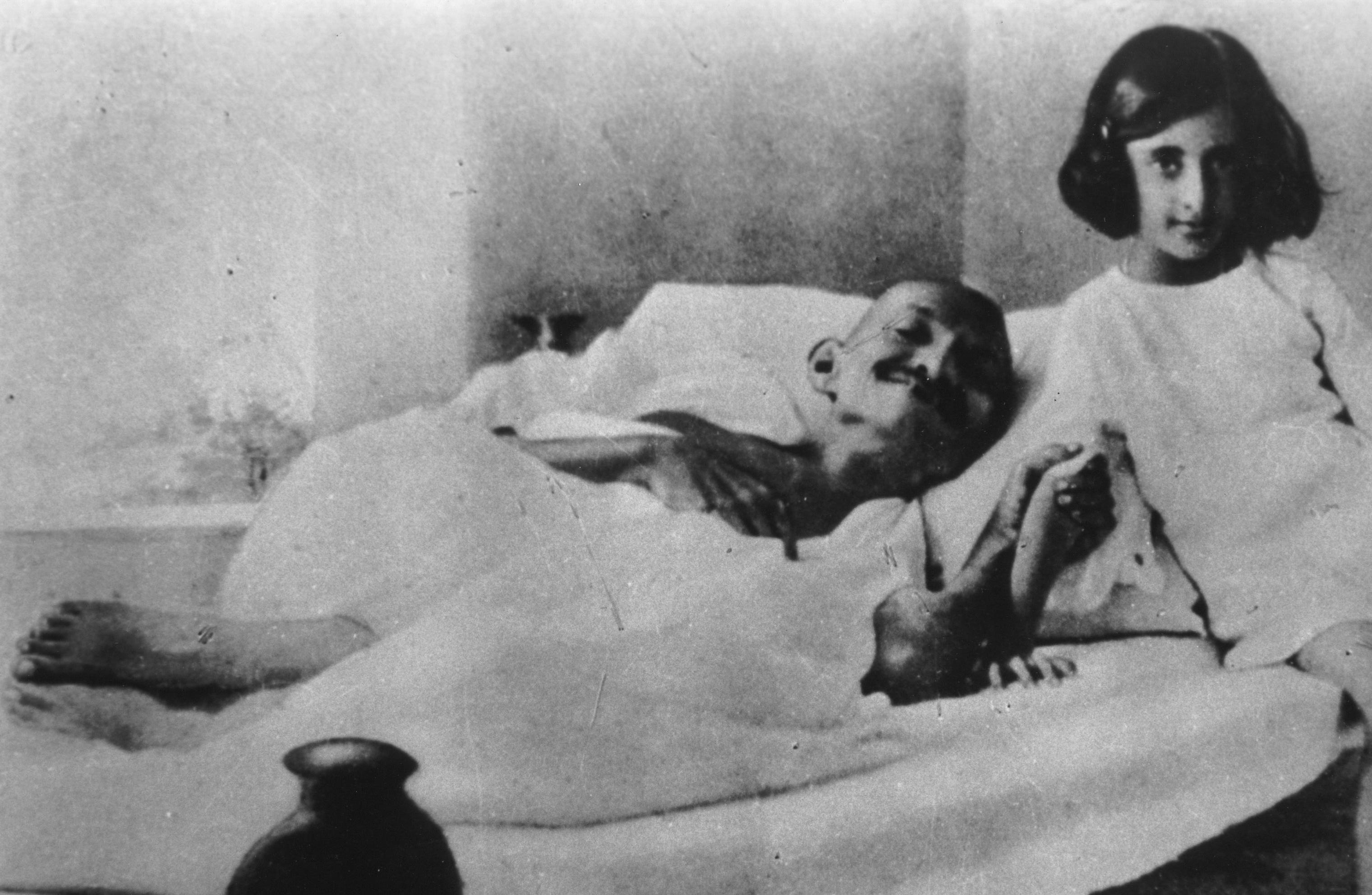
Gandhi jejuando, foto da década de 1920. A criança ao lado é Indira Gandhi, filha de Nehru e futura Primeira-Ministra da Índia.

De volta à Índia em 1915, Gandhi passou a exercer o papel de conscientizador da sociedade hindu e muçulmana sobre a luta pacífica pela independência indiana, baseada no uso da não violência. O uso da não violência, por sua vez, baseava-se no uso da desobediência civil. Gandhi estava pronto para morar nas ruas sujas com os intocáveis se necessário, mas um benfeitor anônimo doou dinheiro suficiente para um ano. Gandhi passou então a ajudar os necessitados e as crianças carentes.[carece de fontes?]
Em 1917, Gandhi ajudou as pessoas que trabalhavam em tecelagens, diante da exploração injusta dos proprietários sobre esses trabalhadores. Ele foi detido, mas logo perceberam que o Mahatma era o único que poderia controlar as multidões. Em 1918, Andrews discordou das tentativas de Gandhi de recrutar combatentes para a Primeira Guerra Mundial, acreditando que isso era inconsistente com seus pontos de vista sobre a não-violência. Nas Ideias de Mahatma Gandhi, Andrews escreveu sobre a campanha de recrutamento de Gandhi: "Pessoalmente, nunca fui capaz de conciliar isso com sua própria conduta em outros aspectos, e é um dos pontos em que me encontrei em dolorosa discordância".
Reformas foram ganhas novamente por meio da desobediência civil. Os trabalhadores têxteis de Ahmedabad também eram economicamente oprimidos. Gandhi sugeriu uma greve e, como os trabalhadores temiam as consequências dela, ele fez um jejum para encorajar a continuação da greve. O primeiro desafio de Gandhi ao governo britânico na Índia foi em resposta aos poderes arbitrários do "Rowlatt Act" de 1919. A Índia tinha cooperado com a Inglaterra durante a guerraː no entanto, lhe estavam sendo reduzidas as liberdades civis. Guiado por um sonho ou experiência interna, Gandhi decidiu pedir um dia de greve geral. Porém, a filosofia de Mahatma não foi bem entendida pelas massas, e violências estouraram em vários lugares. O Mahatma se arrependeu declarando que tinha feito "um erro de cálculo", e cancelou a campanha. Gandhi fundou e publicou dois semanários sem anúncios - a "Índia Jovem" em inglês e o "Navajivan" em Gujarati. Em 1920, Gandhi iniciou uma campanha de âmbito nacional de não cooperação com o governo britânico que, para o camponês, significou o não pagamento de impostos e nenhuma compra de bebida alcoólica, pois o governo ganhava toda a renda de sua venda.[carece de fontes?]
Gandhi realizou várias viagens ao longo de todo o território hindu, com a função de conseguir a conscientização em massa de todas as pessoas, mostrando a necessidade da prática da desobediência civil e do uso da não violência. Durante finais dos anos 1920, Gandhi escreveu uma autobiografia retratando suas experiências vividas. Nesse livro, descreveu os erros cometidos, e o esforço de os superar.[carece de fontes?]

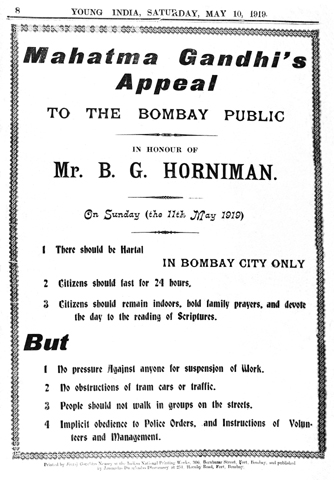
Apelo de Gandhi ao povo de Bombaim, publicado em 1919 no semanário "Índia Jovem" ("Young India").

Em suas falas, ele exibe, através dos dedos da mão, seu programa de cinco pontos:[carece de fontes?]
- igualdade;
- nenhum uso de álcool ou droga;
- unidade hindu-muçulmana;
- amizade;
- e igualdade para as mulheres.

Esses cinco pontos, os cinco dedos representando o sistema, estavam conectados ao pulso, simbolizando a não violência.

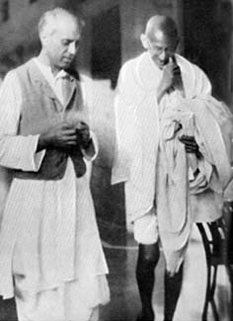
Gandhi com Nehru em 1929, época em que este assumiu a presidência do congresso.

Finalmente em 1928, ele anunciou uma campanha de Satyagraha em Bardoli contra o aumento de 22% em impostos britânicos. As pessoas se recusaram a pagar os impostos, sendo repreendidas pelo governo britânico. No entanto, os indianos continuavam não violentos. Finalmente, após vários meses, os britânicos cancelaram os aumentos, libertaram os prisioneiros, e devolveram as terras e propriedades confiscadas; e os camponeses voltaram a pagar seus tributos. Ainda nesse ano, o Partido do Congresso Nacional Indiano quis a autonomia da Índia e considerou a guerra aos ingleses para conseguir esse fim. Gandhi se recusou a apoiar uma atitude como esta, porém declarou que, se a Índia não se tornasse um Estado independente ao final de 1929, então ele exigiria sua independência.[carece de fontes?]

### A "Marcha do Sal"
Por conseguinte, em 1930, Mahatma Gandhi informou, ao vice-rei, que a desobediência civil em massa iniciaria-se no dia 11 de março. "Minha ambição é nada menos que converter as pessoas britânicas à não violência, e, assim, lhes fazer ver o mal que fizeram para a Índia. Eu não busco prejudicar as pessoas". Gandhi decidiu desobedecer as "Leis do Sal" que proibiam os hindus de fazer seu próprio sal; este monopólio britânico golpeou especialmente os pobres.
Começando com setenta e oito participantes, Gandhi iniciou uma marcha de 124 milhas para o mar que duraria mais de vinte e quatro dias. Milhares tinham se juntado no começo, e vários milhares uniram-se durante a marcha. Primeiro, Gandhi e, então, outros, juntaram um pouco de água salgada à beira-mar em panelas, deixando-as ao sol para secar. Em Bombaim, o Partido do Congresso Nacional Indiano colocou panelas no telhado; 60 000 pessoas juntaram-se ao movimento, e foram presas centenas delas. Em Karachi, onde 50 000 assistiram ao sal sendo feito, a multidão era tão espessa que impedia a polícia de efetuar alguma apreensão. As prisões estavam lotadas com pelo menos 60 000 transgressores. Incrivelmente, lá "não havia praticamente nenhuma violência por parte da população; as pessoas não queriam que Gandhi cancelasse o movimento".

A "Marcha do Sal" em 1930.

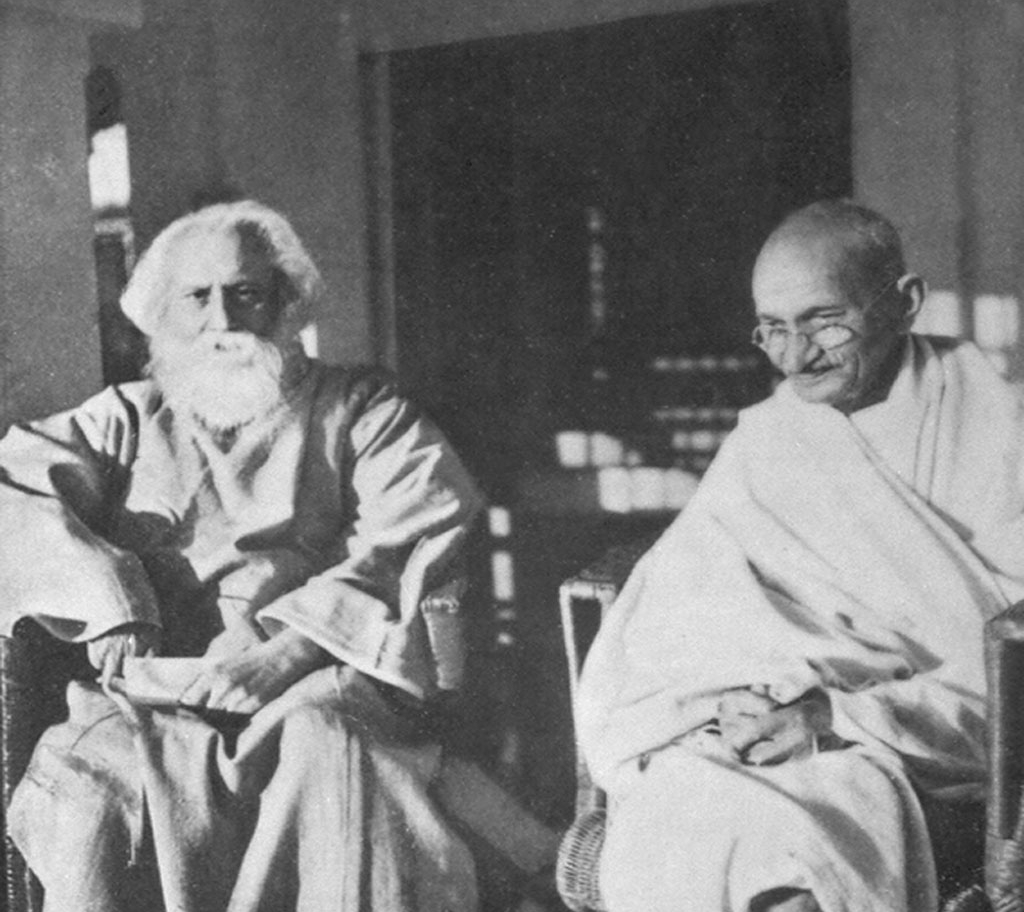
Rabindranath Tagore e Gandhi em 1940.

Gandhi foi preso, mas o amigo dele, Sarojini Naidu, conduziu 2 500 voluntários e os advertiu a não resistir às interferências da polícia. De acordo com uma testemunha ocular, o repórter Miller de Webb, eles continuaram marchando até serem detidos por quatrocentos policiais, mas eles não tentaram lutar.
Tagore declarou que a Europa tinha perdido a moral e o prestígio na Ásia. Logo, mais de 100 000 hindus estavam na prisão, incluindo quase todos os seus líderes.
Gandhi foi chamado a uma reunião com o vice-rei Irwin em 1931, e eles firmaram um acordo em março. A desobediência civil foi cancelada; foram libertados os prisioneiros; a fabricação de sal foi permitida na costa; e os líderes do Partido do Congresso Nacional Indiano assistiriam à próxima conferência de mesa-redonda em Londres. Para participar desta conferência, Gandhi viajou novamente a Londres, onde conheceu Charlie Chaplin, George Bernard Shaw e Maria Montessori, entre outros. Em transmissão de rádio para os Estados Unidos, ele falou que a força não violenta é um modo mais consistente, humano e digno. Discutindo relações com os britânicos, ele disse que ele não quis somente a independência, mas também a interdependência voluntária baseada no amor.

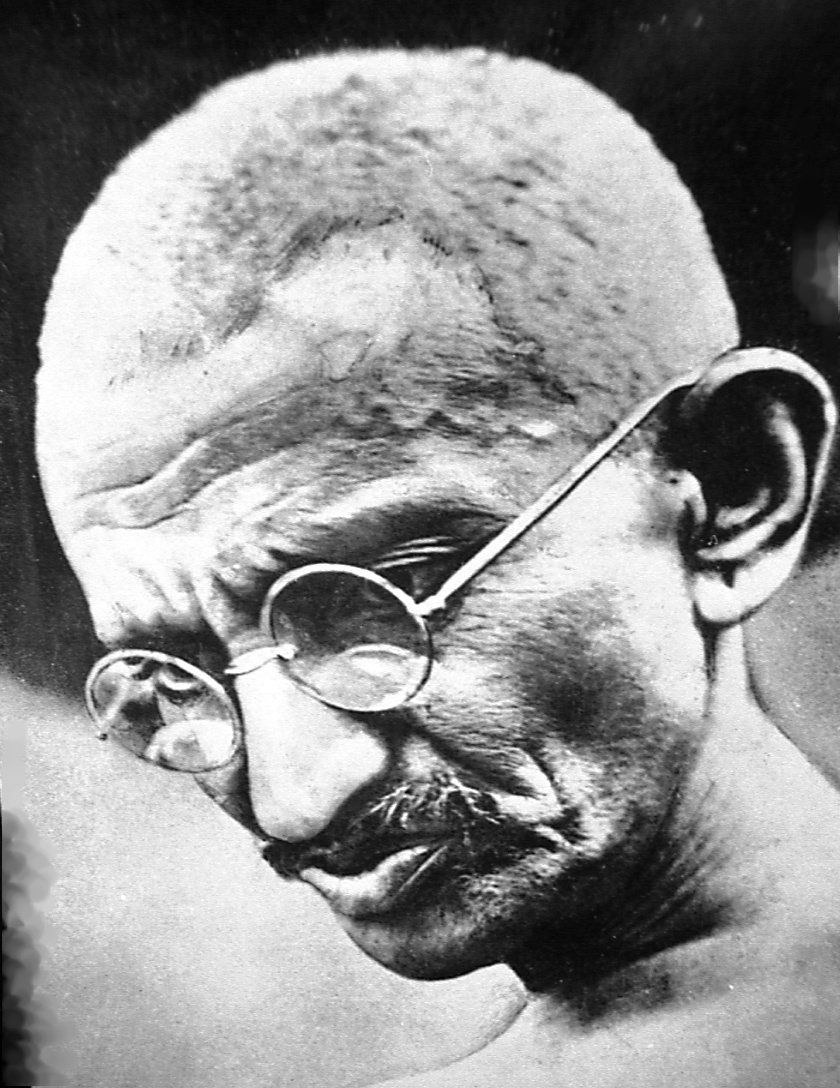
Retrato de Gandhi em 1931.

Enquanto preso em 1932, Gandhi entrou em um jejum em nome dos Harijans porque, a eles, tinha sido determinado que formassem um eleitorado separado. Poderia ser um jejum até a morte, a menos que ele pudesse despertar a consciência hindu. O assunto foi resolvido, e até mesmo templos hindus destinados aos "intocáveis" foram abertos pela primeira vez. No próximo ano, Gandhi fez um jejum de vinte e um dias para purificação, e os funcionários britânicos, amedrontados de que ele pudesse morrer, colocaram-no na prisão. Gandhi anunciou que não se ocuparia da desobediência civil até que sua oração fosse completada.
Mesmo com a Segunda Guerra Mundial se aproximando, Gandhi confirmou seus princípios pacifistas. Ele mostrou como a Abissínia (Etiópia) poderia ter usado a não violência contra Mussolini, e ele a recomendou para os Tchecos e para os chineses. "Se é valente, como é, morrer, a um homem que luta contra preconceitos, é ainda valente se recusar a briga e ainda recusar se render ao usurpador".

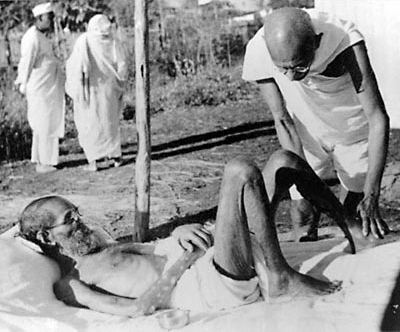
Gandhi oferecendo 15 minutos de massagem diária a um leproso no ashram Sevagram em 1940.

Já em 1938, ele exortou os judeus a defender os seus direitos e, se necessário, morrer como mártires. "Uma caçada humana degradante pode ser transformada em uma postura tranquila e determinada, oferecendo-se, aos homens e mulheres desarmados, a força dada a eles por Jehovah". Mahatma recomendou o uso de métodos não violentos aos britânicos para combater Hitler, já que não podia dar seu apoio a qualquer tipo de guerra ou matança.
O Partido do Congresso Nacional Indiano prometeu, a Gandhi, que ele ficaria fora da prisão, mas outros 23 223 indianos foram presos, inclusive Vinoba Bhave, Jawaharlal Nehru e Patel. Em 1942, Gandhi sugeriu modos para resistir não violentamente aos japoneses. Ele propôs, às pessoas japonesas, a causa da "federação mundial da fraternidade, sem a qual não poderia haver nenhuma esperança para a humanidade".

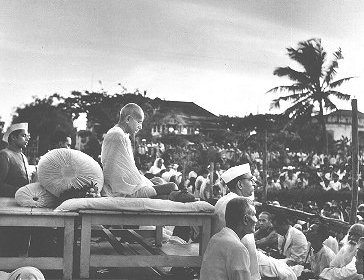
Gandhi orando em um encontro em 1946.

Porém, Gandhi continuou exercendo uma revolução não violenta para a Índia e, em 1942, ele e outros líderes foram presos. Ele decidiu jejuar novamente, sendo que apenas ele sobreviveu. Quando a guerra terminou, ele afirmou sobre a necessidade de "uma paz real baseada na liberdade e igualdade de todas as raças e nações". Nos últimos anos de sua vida, ele havia dito: "violência é criada por desigualdade, a não violência pela igualdade".
Ele foi a uma peregrinação para Noakhali para ajudar aos pobres. A independência para a Índia era agora iminente, mas Jinnah, o líder muçulmano, estava exigindo a criação de um estado separado: o Paquistão. Gandhi pregou em favor da unidade e tolerância, até mesmo lendo, às reuniões, o Alcorão.
Os hindus o atacaram porque pensaram que ele era a favor dos muçulmanos, e os muçulmanos exigiram, dele, a criação do Paquistão. Gandhi foi para Calcutá para acalmar a discussão e a violência entre hindus e muçulmanos. Mais uma vez, ele jejuou até que os líderes da comunidade assinaram um acordo para manter a paz. Antes de que eles assinassem, ele os advertiu de que, se se rebelassem, ele jejuaria até a morte. Gandhi, em janeiro de 1948, fez muito para acalmar os conflitos entre hindus e muçulmanos, permitindo a divisão da Índia em dois países.

## O movimento pela independência indiana

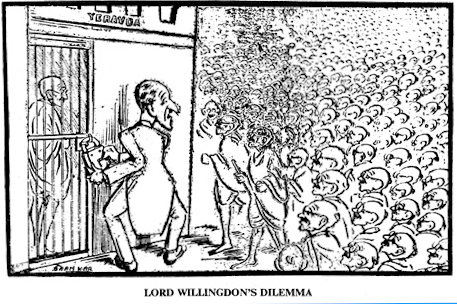
Caricatura de Gandhi sendo preso por Lord Willingdon, no início da década de 1930. O desenho representa a compreensão de que colocá-lo tantas vezes na prisão terminou por ser uma forma de multiplicar seus ensinamentos.

Após a guerra, Gandhi se envolveu com o Congresso Nacional Indiano e com o movimento pela independência. Ganhou notoriedade internacional pela sua política de desobediência civil e pelo uso do jejum como forma de protesto.
Por esses motivos, sua prisão foi decretada diversas vezes pelas autoridades britânicas, prisões às quais sempre se seguiram protestos pela sua libertação (por exemplo, em 18 de março de 1922, quando foi sentenciado a seis anos de prisão por desobediência civil, dos quais cumpriu apenas dois anos).
Outra estratégia eficiente de Gandhi pela independência foi a política do swadeshi - o boicote a todos os produtos importados, especialmente os produzidos na Inglaterra. Aliada a esta estratégia, estava sua proposta de que todos os indianos deveriam vestir o khadi - vestimentas caseiras - ao invés de comprar os produtos têxteis britânicos.

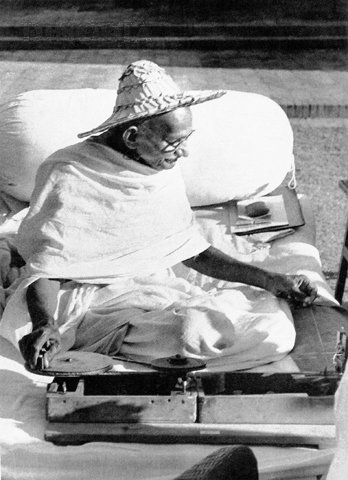
Gandhi fiando, foto de 1946.

Gandhi declarava que toda mulher indiana, rica ou pobre, deveria gastar parte do seu dia fabricando o khadi em apoio ao movimento de independência. Esta era uma estratégia para incluir as mulheres no movimento, em um período em que pensava-se que tais atividades não eram apropriadas às mulheres.
Sua posição pró-independência endureceu após o Massacre de Amritsar em 1920, quando soldados britânicos abriram fogo matando centenas de indianos que protestavam pacificamente contra medidas autoritárias do governo britânico e contra a prisão de líderes nacionalistas indianos.
Uma de suas mais eficientes ações foi a marcha do sal, conhecida como Marcha Dândi, que começou em 12 de março de 1930 e terminou em 5 de abril, quando Gandhi levou milhares de pessoas ao mar a fim de coletarem seu próprio sal ao invés de pagar a taxa prevista sobre o sal comprado.
Em 8 de Maio de 1933, Gandhi começou um jejum que duraria 21 dias em protesto à opressão britânica contra a Índia. Em Bombaim, no dia 3 de março de 1939, Gandhi jejuou novamente em protesto às regras autoritárias e autocráticas para a Índia.

### Segunda Guerra Mundial

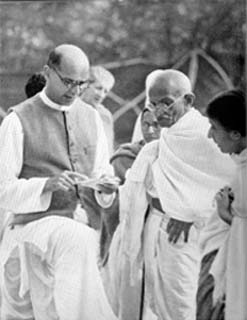
Mahadev Desai lendo para Gandhi uma carta do vice-rei, em Birla House, em Mumbai, em 1939.

Gandhi passou cada vez mais a pregar a independência durante a II Guerra Mundial, através de uma campanha clamando pela saída dos britânicos da Índia (Quit Índia, literalmente Saiam da Índia), que, em pouco tempo, se tornou o maior movimento pela independência indiana, ocasionando prisões em massa e violência em uma escala inédita.
Gandhi e seus partidários deixaram claro que não apoiariam a causa britânica na guerra a não ser que fosse garantida, à Índia, independência imediata.
Durante este tempo, ele até mesmo cogitou um fim do seu apelo à não violência, um princípio até então  intocável, alegando que a "anarquia ordenada" ao redor dele era "pior do que a anarquia real". Foi, então, preso em Bombaim pelas forças britânicas em 9 de agosto de 1942 e mantido em cárcere por dois anos.

### A divisão da Índia entre hindus e muçulmanos
Gandhi teve grande influência entre as comunidades hindu e muçulmana da Índia. Costuma-se dizer que ele terminava rixas comunais apenas com sua presença. Gandhi posicionou-se veementemente contra qualquer plano que dividisse a Índia em dois estados, o que efetivamente aconteceu, criando a Índia - predominantemente hindu - e o Paquistão - predominantemente muçulmano.
No dia da transferência de poder, Gandhi não celebrou a independência com o resto da Índia, mas ao contrário, lamentou sozinho a partilha do país em Calcutá.
Gandhi tinha iniciado um jejum no dia 13 de janeiro de 1948 em protesto contra as violências cometidas por indianos e paquistaneses. No dia 20 daquele mês, sofreu um atentado: uma bomba foi lançada na sua direção, mas ninguém ficou ferido.
Entretanto, no dia 30 de janeiro de 1948, Gandhi foi assassinado a tiros, em Nova Déli, por Nathuram Godse, um hindu radical que responsabilizava Gandhi pelo enfraquecimento do novo governo ao insistir no pagamento de certas dívidas ao Paquistão. Godse foi, depois, julgado, condenado e enforcado, a despeito do último pedido de Gandhi, que foi, justamente, a não punição do seu assassino. O corpo do Mahatma foi cremado, e suas cinzas foram jogadas no rio Ganges.

## Princípios, práticas e crenças

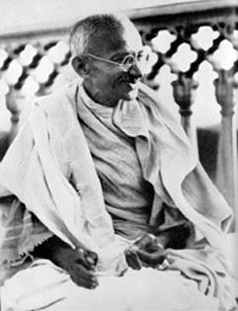
Mahatma Gandhi, continuou a transmitir seus ensinamentos de manifestação não violenta até seus últimos anos de vida.

As declarações, cartas e vida de Gandhi têm atraído muita análise política e acadêmica de seus princípios, práticas e crenças, incluindo o que o influenciou. Alguns escritores o apresentam como um modelo de vida ética e pacifismo, enquanto outros o apresentam como um personagem mais complexo, contraditório e evolutivo, influenciado por sua cultura e circunstâncias.

### Influências
Gandhi cresceu em uma atmosfera religiosa hindu e jainista em seu Gujarat natal, que foram suas principais influências, mas ele também foi influenciado por suas reflexões pessoais e literatura sobre os santos hindus Bhakti, Advaita Vedanta, islamismo, budismo, cristianismo e pensadores como Tolstoi, Ruskin e Thoreau. Aos 57 anos, ele se declarou hindu advaitista em sua persuasão religiosa, mas acrescentou que ele apoiava os pontos de vista dvaitistas e o pluralismo religioso.
Gandhi foi influenciado por sua devota mãe hindu vaishnava, os templos hindus regionais e a tradição santa que coexistia com a tradição jainista em Gujarat. O historiador R.B. Cribb afirma que o pensamento de Gandhi evoluiu ao longo do tempo, com suas primeiras ideias se tornando o núcleo ou andaimes para sua filosofia madura. Ele se comprometeu cedo com a veracidade, a temperança, a castidade e o vegetarianismo.
O estilo de vida de Gandhi em Londres incorporou os valores com os quais ele havia crescido. Quando retornou à Índia em 1891, sua perspectiva era provinciana e ele não podia ganhar a vida como advogado. Isso desafiou sua crença de que a praticidade e a moralidade necessariamente coincidiam. Ao mudar-se em 1893 para a África do Sul, ele encontrou uma solução para esse problema e desenvolveu os conceitos centrais de sua filosofia madura.
De acordo com Bhikhu Parekh, três livros que mais influenciaram Gandhi na África do Sul foram a Religião Ética de William Salter (1889); Sobre o Dever da Desobediência Civil (1849) de Henry David Thoreau; e O Reino de Deus está dentro de vós, de Leon Tolstoi (1894). Ruskin inspirou sua decisão de viver uma vida austera em uma comunidade, a princípio na Fazenda Phoenix em Natal e depois na Fazenda Tolstoy, nos arredores de Joanesburgo, África do Sul. A influência mais profunda sobre Gandhi foram as do hinduísmo, cristianismo e jainismo, afirma Parekh, com seus pensamentos "em harmonia com as tradições indianas clássicas, especialmente a tradição Advaita ou monista".
De acordo com Indira Carr e outros, Gandhi foi influenciado pelo Vaishnavismo, Jainismo e Advaita Vedanta. Balkrishna Gokhale afirma que Gandhi foi influenciado pelo hinduísmo e pelo jainismo, e seus estudos do Sermão da Montanha do Cristianismo, Ruskin e Tolstoi.
Teorias adicionais de possíveis influências em Gandhi foram propostas. Por exemplo, em 1935, N. A. Toothi afirmou que Gandhi foi influenciado pelas reformas e ensinamentos da tradição Swaminarayana do hinduísmo. De acordo com Raymond Williams, Toothi pode ter negligenciado a influência da comunidade jainista, e acrescenta paralelos próximos que existem em programas de reforma social na tradição de Swaminarayan e aqueles de Gandhi, baseados em "não-violência, veracidade, limpeza, temperança e elevação das massas". O historiador Howard afirma que a cultura de Gujarat influenciou Gandhi e seus métodos.

#### Tolstoi
Juntamente com o livro mencionado acima, em 1908, Leon Tolstoi escreveu Uma Carta para um Hindu, que dizia que somente usando o amor como arma através da resistência passiva o povo indiano poderia derrubar o domínio colonial. Em 1909, Gandhi escreveu a Tolstói em busca de conselhos e permissão para republicar Uma Carta para um Hindu em guzerate. Tolstoi respondeu e os dois continuaram correspondendo até a morte de Tolstoi em 1910 (a última carta de Tolstói foi para Gandhi). As cartas dizem respeito às aplicações práticas e teológicas da não-violência. Gandhi se viu um discípulo de Tolstoi, pois concordavam em se opor à autoridade estatal e ao colonialismo; ambos odiavam a violência e pregavam a não-resistência. No entanto, eles diferiam fortemente na estratégia política. Gandhi pediu envolvimento político; ele era nacionalista e estava preparado para usar força não violenta. Ele também estava disposto a se comprometer. Foi na Fazenda Tolstoi onde Gandhi e Hermann Kallenbach sistematicamente treinaram seus discípulos na filosofia da não-violência.

#### Shrimad Rajchandra
Gandhi creditou Shrimad Rajchandra, um poeta e filósofo jainista, como seu influente conselheiro. Na revista Modern Review de junho de 1930, Gandhi escreveu sobre seu primeiro encontro em 1891 na residência do Dr. P. J. Mehta em Bombaim. Gandhi trocou cartas com Rajchandra quando ele estava na África do Sul, referindo-se a ele como Kavi (literalmente, "poeta"). Em 1930, Gandhi escreveu: "Tal foi o homem que cativou meu coração em assuntos religiosos como nenhum outro homem jamais fez até agora". "Eu disse em outro lugar que moldando minha vida interior, Tolstoi e Ruskin competiram com Kavi. Mas a influência de Kavi foi, sem dúvida, mais profunda, apenas porque eu tinha chegado em contato pessoal mais íntimo com ele".
Gandhi, em sua autobiografia, chamou Rajchandra de seu "guia e ajudante" e seu "refúgio [...] em momentos de crise espiritual". Ele havia aconselhado Gandhi a ser paciente e estudar profundamente o hinduísmo.

#### Textos religiosos
Durante sua estada na África do Sul, junto com escrituras e textos filosóficos do hinduísmo e outras religiões indianas, Gandhi leu textos traduzidos do cristianismo, como a Bíblia, e o islamismo, como o Corão. Uma missão Quaker na África do Sul tentou convertê-lo ao cristianismo. Gandhi juntou-se a eles em suas orações e debateu a teologia cristã com eles, mas recusou a conversão afirmando que ele não aceitou a teologia ou que Cristo era o único filho de Deus.
Seus estudos comparativos das religiões e interação com os estudiosos levaram-no a respeitar todas as religiões, bem como a se preocupar com as imperfeições em todas elas e frequentes interpretações errôneas. Gandhi se apegou ao hinduísmo e referiu-se ao Bhagavad Gita como seu dicionário espiritual e maior influência individual em sua vida.

#### Sufismo
Gandhi estava familiarizado com a Ordem Chishti do Islã Sufi durante sua estada na África do Sul. Ele participou de reuniões em khanqah lá em Riverside. De acordo com Margaret Chatterjee, Gandhi como um hindu vaishnava compartilhou valores como humildade, devoção e fraternidade para os pobres que também são encontrados no Sufismo. Winston Churchill também comparou Gandhi a um faquir sufi.

### Sobre guerras e a não violência
A filosofia de Gandhi e suas ideias sobre o satya e o ahimsa foram influenciadas pelo Bhagavad Gita e por crenças hindus e da religião jainista. O conceito de não violência (ahimsa) já faz parte há muito tempo do pensamento religioso da Índia e pode ser encontrado em diversas passagens do textos hindus, budistas e jainistas. Gandhi explica sua filosofia como um modo de vida em sua autobiografia A História de meus Experimentos com a Verdade (As Minhas Experiências com a Verdade, em Portugal) - (The Story of my Experiments with Truth).
Sendo lactovegetariano, escreveu livros sobre o vegetarianismo enquanto estudava direito em Londres (onde encontrou um entusiasta do vegetarianismo, Henry Stephens Salt, nos encontros da chamada Sociedade Vegetariana). Ser vegetariano fazia parte das tradições hindus e jainistas. A maioria dos hindus no estado de Gujarat eram-no, efetivamente. Gandhi experimentou diversos tipos de alimentação e concluiu que uma dieta deve ser suficiente apenas para satisfazer as necessidades do corpo humano. Jejuava muito, e usava o jejum frequentemente como estratégia política.
Gandhi renunciou ao sexo quando tinha 36 anos de idade e ainda era casado, uma decisão que foi profundamente influenciada pela crença hindu do brahmacharya, ou pureza espiritual, largamente associada ao celibato. Também passava um dia da semana em silêncio. Abster-se de falar, segundo acreditava, lhe trazia paz interior. A mudez tinha origens nas crenças do mouna e do shanti. Nesses dias, ele se comunicava com os outros apenas escrevendo.

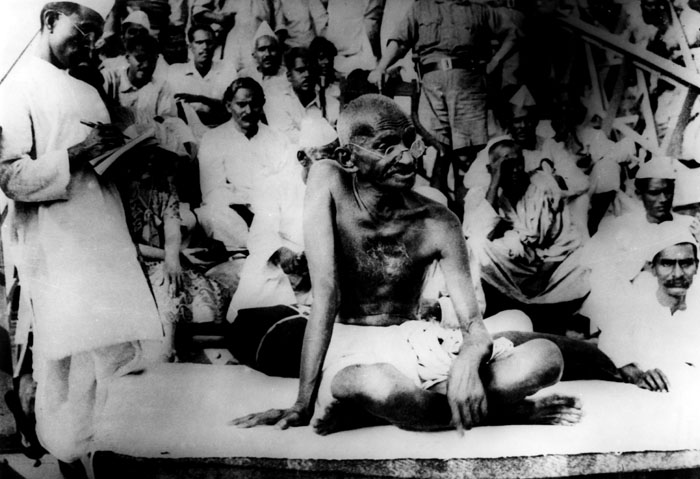
O título de Mahatma atribuído a Gandhi representa um reconhecimento de seu papel como líder espiritual.

Depois de retornar à Índia de sua bem-sucedida carreira de advogado na África do Sul, ele deixou de usar as roupas que representavam riqueza e sucesso. Passou a usar um tipo de roupa que costumava ser usada pelos mais pobres entre os indianos. Promovia o uso de roupas feitas em casas (khadi).
Gandhi e seus seguidores fabricavam artesanalmente os tecidos da própria roupa e usavam esses tecidos em suas vestes; também incentivava os outros a fazer isso, o que representava uma ameaça ao negócio britânico - apesar de os indianos estarem desempregados, em grande parte pela decadência da indústria têxtil, eles eram forçados a comprar roupas feitas em indústrias inglesas. Se os indianos fizessem suas próprias roupas, isso arruinaria a indústria têxtil britânica, ao invés de fortalecê-la.

Bandeira da Índia (1921).

O tear manual, símbolo desse ato de afirmação, viria a ser incorporado à bandeira do Congresso Nacional Indiano e à própria bandeira indiana.
Também era contra o sistema convencional de educação em escolas, preferindo acreditar que as crianças aprenderiam mais com seus pais e com a sociedade. Na África do Sul, ele e outros homens mais velhos formaram um grupo de professores que lecionava diretamente e livremente às crianças.
Dentro do ideal de paz e não violência que ele defendia, uma de suas frases foi: "Não existe um caminho para paz! A paz é o caminho!".
| “ | Felicidade é quando o que você pensa, o que você diz e o que você faz estão em harmonia. | ” |

## Nobel da Paz
Gandhi nunca recebeu o prêmio Nobel da Paz, apesar de ter sido indicado cinco vezes entre 1937 e 1948. Décadas depois, no entanto, o erro foi reconhecido pelo comitê organizador do Nobel. Quando o Dalai Lama Tenzin Gyatso recebeu o prêmio em 1989, o presidente do comitê disse que o prêmio era "em parte um tributo à memória de Mahatma Gandhi".